# Lamipella faurei
Lamipella faurei är en kräftdjursart som beskrevs av Bouligand och Delamare Deboutteville. Lamipella faurei ingår i släktet Lamipella, och familjen Lamippidae. Arten är reproducerande i Sverige.